# Frombork (gmina)
Frombork – gmina miejsko-wiejska w województwie warmińsko-mazurskim, w powiecie braniewskim. W latach 1975–1998 gmina położona była w województwie elbląskim.
Siedziba gminy znajduje się we Fromborku.
Według danych z 30 czerwca 2004 gminę zamieszkiwały 3793 osoby. Natomiast według danych z 31 grudnia 2019 roku gminę zamieszkiwało 3555 osób.

## Położenie
Gmina jest położona w trzech mezoregionach:
- część środkowa, południowa i wschodnia na Równinie Warmińskiej
- część północna na Wybrzeżu Staropruskim
- część zachodnia na Wysoczyźnie Elbląskiej.

Północną granicę gminy tworzy linia brzegowa Zalewu Wiślanego. Przez jej teren przepływają rzeki Bauda i Narusa.

## Struktura powierzchni
Według danych z roku 2005 gmina Frombork ma obszar 125,82 km², w tym:
- użytki rolne: 42%
- użytki leśne: 20%

Gmina stanowi 10,45% powierzchni powiatu.

## Demografia

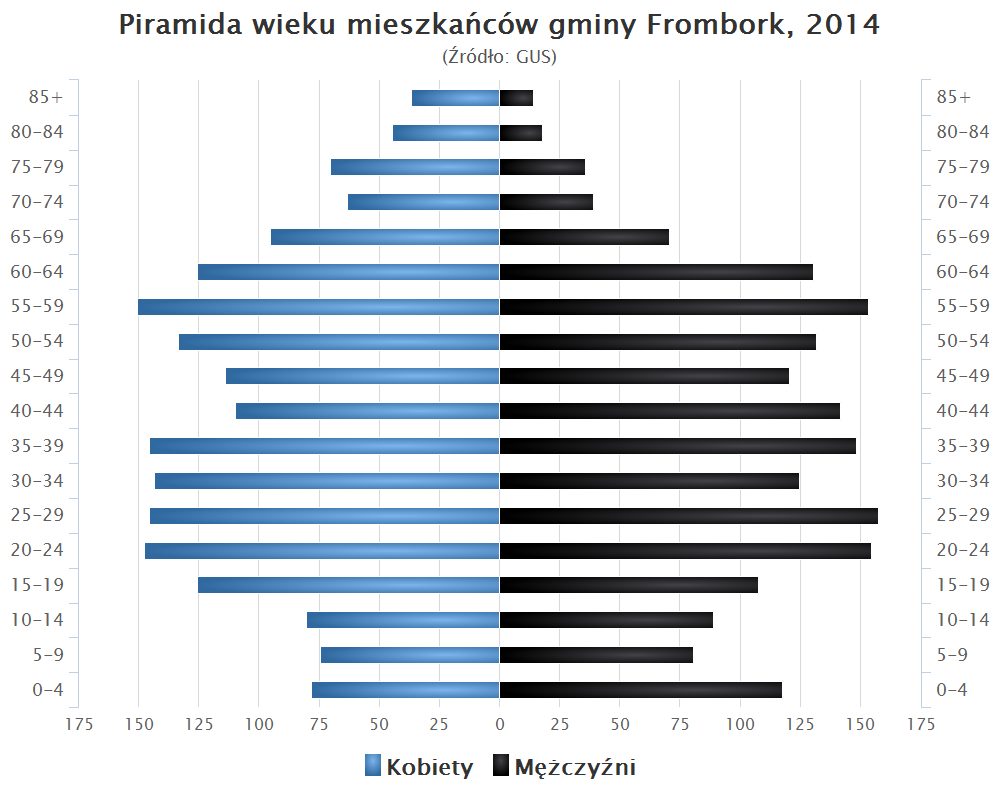
Piramida wieku mieszkańców gminy Frombork w 2014 roku

Dane z 30 czerwca 2004:
| Opis                              | Ogółem | Ogółem | Kobiety | Kobiety | Mężczyźni | Mężczyźni |
| --------------------------------- | ------ | ------ | ------- | ------- | --------- | --------- |
| Jednostka                         | osób   | %      | osób    | %       | osób      | %         |
| Populacja                         | 3793   | 100    | 1946    | 51,3    | 1847      | 48,7      |
| Gęstość zaludnienia [mieszk./km²] | 30,1   | 30,1   | 15,5    | 15,5    | 14,7      | 14,7      |

## Ochrona przyrody

### Obszary Natura 2000
W poszczególnych częściach gminy zlokalizowane są obszary Natura 2000:
- północna Zalew Wiślany i Mierzeja Wiślana (PLH280007) SOO
- północna Zalew Wiślany (PLB280010) OSO.

### Użytki ekologiczne
W gminie występuje użytek ekologiczny o nazwie „Skarpy” w leśnictwie Frombork w oddziale leśnym 243f o powierzchni 340 ha.

### Obszary Chronionego Krajobrazu
Na terenie gminy częściowo znajdują się:
- Obszar Chronionego Krajobrazu Wysoczyzny Elbląskiej – Wschód zachodnia część gminy
- Obszar Chronionego Krajobrazu Rzeki Baudy centralna część gminy.

### Pomniki przyrody
Na terenie gminy znajdują się następujące pomniki przyrody:
| Nr  | Lokalizacja                                                                                  | Forma             | Nazwa               | Obwody przy powołaniu [cm] | Nr ew. | Akt prawny                                                |
| 1.  | Frombork w okolicy Muzeum Mikołaja Kopernika                                                 | pojedyncze drzewo | dąb szypułkowy      | 706                        | 240/57 | Decyzja Nr Lb 240 Prez. WRN w Olsztynie z 6.08.1957 r.    |
| 2.  | Frombork przy skrzyżowaniu ul. Krasickiego i Katedralnej                                     | pojedyncze drzewo | jesion wyniosły     | 445                        | 241/57 | Decyzja Nr Lb 241 Prez. WRN w Olsztynie z 6.08.1957 r.    |
| 3.  | Frombork 100 m od skrzyżowania ul. Krasickiego i Katedralnej                                 | pojedyncze drzewo | jesion wyniosły     | 356                        | 242/57 | Decyzja Nr Lb 242 Prez. WRN w Olsztynie z 6.08.1957 r.    |
| 4.  | Frombork przy skrzyżowaniu ul. Krasickiego i Katedralnej koło kapliczki                      | pojedyncze drzewo | dąb szypułkowy      | 437                        | 48/92  | Rozporządzenie Nr 10/92 Woj. Elbląskiego z 21.12.1992 r.  |
| 5.  | Frombork park przy cmentarzu na ul. Sanatoryjnej                                             | pojedyncze drzewo | buk zwyczajny       | 318                        | 49/92  | Rozporządzenie Nr 10/92 Woj. Elbląskiego z 21.12.1992 r.  |
| 6.  | Frombork park przy cmentarzu na ul. Sanatoryjnej                                             | pojedyncze drzewo | klon zwyczajny      | 317                        | 50/92  | Rozporządzenie Nr 10/92 Woj. Elbląskiego z 21.12.1992 r.  |
| 7.  | Frombork przy skrzyżowaniu ul. Krasickiego i Katedralnej koło kapliczki                      | pojedyncze drzewo | dąb szypułkowy      | 280                        | 1/93   | Rozporządzenie Nr 11/93 Woj. Elbląskiego z 30.06.1993 r.  |
| 8.  | Frombork ul. Katedralna 10, koło Duszpasterstwa                                              | pojedyncze drzewo | buk zwyczajny       | 314                        | 237/96 | Rozporządzenie Nr 8/96 Woj. Elbląskiego z 31.12.1996 r.   |
| 9.  | Frombork ul. Braniewska przy kapliczce, 30 m od skrzyżowania ze Związku Harcerstwa Polskiego | pojedyncze drzewo | klon zwyczajny      | 280                        | 238/96 | Rozporządzenie Nr 8/96 Woj. Elbląskiego z 31.12.1996 r.   |
| 10. | Frombork ul. Katedralna 9, teren Zespołu Szkół                                               | pojedyncze drzewo | jesion wyniosły     | 308                        | 239/96 | Rozporządzenie Nr 8/96 Woj. Elbląskiego z 31.12.1996 r.   |
| 11. | Wielkie Wierzno, cmentarz przykościelny                                                      | grupa drzew       | 2 lipy drobnolistne | 330, 360                   | 238/57 | Orzeczenie Nr Lb 238 Prez. WRN w Olsztynie z 6.08.1957 r. |
| 12. | Biedkowo, 300 m od drogi Biedkowo-Frombork                                                   | pojedyncze drzewo | dąb szypułkowy      | 700                        | 51/92  | Rozporządzenie Nr 10/92 Woj. Elbląskiego z 21.12.1992 r.  |
| 13. | Biedkowo, 300 m od drogi Biedkowo-Frombork                                                   | pojedyncze drzewo | dąb szypułkowy      | 480                        | 52/92  | Rozporządzenie Nr 10/92 Woj. Elbląskiego z 21.12.1992 r.  |
| 14. | leśnictwo Chruściel oddz. 90k                                                                | grupa drzew       | 3 sosny pospolite   | od 280 do 300              | 4/94   | Rozporządzenie Nr 7/94 Woj. Elbląskiego z 29.06.1994 r.   |
| 15. | leśnictwo Frombork oddz. 245c                                                                | pojedyncze drzewo | dąb szypułkowy      | 490                        | 5/94   | Rozporządzenie Nr 7/94 Woj. Elbląskiego z 29.06.1994 r.   |
| 16. | leśnictwo Frombork oddz. 272d                                                                | pojedyncze drzewo | buk zwyczajny       | 330                        | 47/96  | Rozporządzenie Nr 1/96 Woj. Elbląskiego z 22.01.1996 r.   |
| 17. | leśnictwo Frombork oddz. 277i                                                                | pojedyncze drzewo | dąb szypułkowy      | 427                        | 48/96  | Rozporządzenie Nr 1/96 Woj. Elbląskiego z 22.01.1996 r.   |
| 18. | leśnictwo Frombork oddz. 289k                                                                | pojedyncze drzewo | wiąz szypułkowy     | 520                        | 13/96  | Rozporządzenie Nr 1/96 Woj. Elbląskiego z 22.01.1996 r.   |
| 19. | leśnictwo Frombork oddz. 49/5                                                                | pojedyncze drzewo | dąb szypułkowy      | 390                        | 49/96  | Rozporządzenie Nr 1/96 Woj. Elbląskiego z 22.01.1996 r.   |
| 20. | leśnictwo Frombork przy oddz. 278, na gruntach AWRSP, po lewej stronie drogi do Krzywiec     | pojedyncze drzewo | dąb szypułkowy      | 454                        | 50/96  | Rozporządzenie Nr 1/96 Woj. Elbląskiego z 22.01.1996 r.   |
| 21. | leśnictwo Frombork przy oddz. 278, na gruntach AWRSP, po lewej stronie drogi do Krzywiec     | pojedyncze drzewo | dąb szypułkowy      | 440                        | 51/96  | Rozporządzenie Nr 1/96 Woj. Elbląskiego z 22.01.1996 r.   |
| 22. | leśnictwo Pogrodzie oddz. 54m                                                                | pojedyncze drzewo | buk zwyczajny       | 515                        | 281/96 | Rozporządzenie Nr 8/96 Woj. Elbląskiego z 31.12.1996 r.   |
| 23. | Krzyżewo ok. 300 m od zabudowań                                                              | pojedyncze drzewo | czereśnia ptasia    | 287                        | 30/98  | Rozporządzenie Nr 13/98 Woj. Elbląskiego z 28.12.1998 r.  |

## Sołectwa
Baranówka, Biedkowo, Bogdany, Drewnowo, Jędrychowo, Krzyżewo, Krzywiec, Narusa, Nowe Sadłuki, Ronin, Wielkie Wierzno.

## Sąsiednie gminy
Braniewo, Krynica Morska, Młynary, Płoskinia, Tolkmicko